# NGC 2482
NGC 2482 је расејано звездано јато у сазвежђу Крма које се налази на NGC листи објеката дубоког неба.
Деклинација објекта је - 24° 15' 30" а ректасцензија 7h 55m 12,0s. Привидна величина (магнитуда) објекта NGC 2482 износи 7,3. NGC 2482 је још познат и под ознакама OCL 653, ESO 494-SC3.